# Robert Kazinsky
Robert Kazinsky, nato Robert John Appleby (Haywards Heath, 18 novembre 1983), è un attore e modello britannico, noto principalmente per i ruoli di Casper Rose nella serie televisiva Dream Team e Sean Slater nella soap opera EastEnders.

## Biografia
Kazinsky è nato a Haywards Heath, West Sussex, in Inghilterra, figlio di Phyllis e Paul Appleby, ed è cresciuto a Brighton. Ha un fratello maggiore di nome Michael. Kazinsky, è ebreo, parla fluentemente ebraico e discende da immigrati provenienti dalla Polonia e dalla Russia. È stato istruito alla Hove Park School di Hove, che ha frequentato dal 1995 al 2000. Dopo essere stato espulso dal college, ha lavorato per un periodo come buttafuori.
Ha studiato recitazione presso la Guildford School of Acting dal 2002 al 2005, dopo aver preso il cognome del nonno come nome d'arte, inizia a muovere i primi passi nel mondo dello spettacolo prendendo parte ad alcuni spot pubblicitari. Debutta nel 2005 partecipando a un episodio della sitcom per bambini The Basil Brush Show, in onda su CBBC. Nel 2005 ottiene il ruolo del calciatore Casper Rose nella nona stagione della serie televisiva di Sky1 Dream Team.
Nel 2006 entra nel cast della celebre soap opera EastEnders, dove, fino al 2009, ha interpretato il ruolo di Sean Slater, ottenendo numerosi premi dedicati alle soap opera. Nel marzo 2007, Kazinsky viene sospeso temporaneamente da Eastenders per un periodo di due mesi, a causa di uno scandalo sessuale che lo vedeva coinvolto, reo di aver inviato ad una modella messaggi e fotografie oscene. Successivamente Kazinsky ha rilasciato una dichiarazione, scusandosi per l'incidente e si è detto dispiaciuto per aver screditato lo show. Dopo il reintegro nella soap opera, Kazinsky lascia definitivamente il ruolo di Sean Slater nel 2009.
Nel 2010 ottiene la parte del nano Fíli nel kolossal di Peter Jackson Lo Hobbit - Un viaggio inaspettato, ma nell'aprile 2011 deve abbandonare la produzione per motivi personali, venendo sostituito da Dean O'Gorman. Successivamente lavora negli Stati Uniti, come guest star in un episodio di Law & Order: LA e nei panni del dr. Rick Appleton in Brothers & Sisters - Segreti di famiglia. Nel 2012 ottiene una parte nel film bellico Red Tails, prodotto da George Lucas, in seguito ottiene una parte nel film di fantascienza Pacific Rim, diretto da Guillermo del Toro, distribuito nel luglio 2013. Nel 2013 partecipa alla sesta stagione di True Blood, nel ruolo di Ben Flynn/Macklyn Warlow.

## Filmografia

### Cinema
- Love, regia di Ben Sedley – cortometraggio (2009)
- Cowboy, regia di Matthew Murdoch – cortometraggio (2009)
- Red Tails, regia di Anthony Hemingway (2012)
- Pacific Rim, regia di Guillermo del Toro (2013)
- Siren, regia di Jesse Peyronel (2013)
- Fuga in tacchi a spillo (Hot Pursuit), regia di Anne Fletcher (2015)
- Warcraft - L'inizio (Warcraft), regia di Duncan Jones (2016)
- Mute, regia di Duncan Jones (2018)
- Captain Marvel, regia di Anna Boden e Ryan Fleck (2019)
- For Love or Money, regia di Mark Murphy (2019)

### Televisione
- The Basil Brush Show – serie TV, 1 episodio (2005)
- Dream Team – serie TV, 30 episodi (2005-2006)
- EastEnders – soap opera, 254 episodi (2006-2009)
- Law & Order: LA – serie TV, 1 episodio (2010)
- Brothers & Sisters - Segreti di famiglia – serie TV, 2 episodi (2011)
- True Blood – serie TV, 9 episodi (2013)
- Second Chance – serie TV, 11 episodi (2016)
- Star Trek: Section 31, regia di Olatunde Osunsanmi – film TV (2025)

## Riconoscimenti
- Inside Soap Awards 2008 – Sexiest Male (EastEnders)
- Inside Soap Awards 2008 – Best Actor (EastEnders)
- Soaper Star Awards 2008 – Best Actor (EastEnders)
- Soaper Star Awards 2008 – Sexiest Male (EastEnders)
- Eastenders Awards 2009 – Male Hottie (EastEnders)
- All About Soap Awards 2009 – Fatal Attraction(EastEnders)
- British Soap Awards 2009 – Best Actor (EastEnders)

## Doppiatori italiani
- Edoardo Stoppacciaro in Pacific Rim, Fuga in tacchi a spillo, Warcraft - L'inizio
- Daniele Raffaeli in True Blood
- Riccardo Scarafoni in Second Chance
- Mirko Mazzanti in Brothers & Sisters - Segreti di famiglia
- Andrea De Venuti in Captain Marvel